# 磺胺多辛
磺胺多辛是一种磺胺类药物，其INN名称是“Sulfadoxine”。该药物可用于治疗疟疾等病症。该药物在血液中的半衰期暂时未知，在大鼠体内的LD50（半致死量）为1.8756mol/kg。该药物目前已不再单独使用。:337-343